# Андресполь
Андресполь (пол. Andrespol, нім. Andreasfeld) — село в Польщі, у гміні Андресполь Лодзький-Східного повіту Лодзинського воєводства.
Населення — 3498 осіб (2011).

## Демографія
Демографічна структура станом на 31 березня 2011 року:
|          | Загалом | Допрацездатний вік | Працездатний вік | Постпрацездатний вік |
| -------- | ------- | ------------------ | ---------------- | -------------------- |
| Чоловіки | 1641    | 344                | 1141             | 156                  |
| Жінки    | 1857    | 311                | 1142             | 404                  |
| Разом    | 3498    | 655                | 2283             | 560                  |